# Люди из фургонов
«Люди из фургонов» (чеш. Lidé z maringotek) — чехословацкий фильм 1966 года режиссёра Мартина Фрича по мотивам одноименного сборника рассказов Эдуарда Басса и его знаменитого романа «Цирк Умберто».

## Сюжет
Юная конная акробатка Нина Грузия — самая большая звезда Национального цирка. Её родители — отец-латыш и мать-грузинка не одобряют ее растущую любовь к коллеге-наезднику и акробату Винцеку. Они хотят богатого мужа для своей прекрасной дочери.
С началом Первой мировой войны Винцека призывают на войну, где он служит в драгунах. Нина обещает дождаться его.
Вернувшись с фронта он возвращается в свой цирк, но оказывается, Нина уже как год уехала в Россию где работает в русском цирке. Вместе со своим коллегой Рейманом Винчек отправляется в Варшаву. Вначале присоединяется к труппе борца Чонгра. Затем к небольшой группе канатоходцев, глава которой акробатка Мари влюбляется в него. Винчек убеждает их поехать на гастроли в Россию. Он обнаруживает Нину в цирке на Кузнецком и оставляет Марию. Но Нина сильно изменилась за годы разлуки, превратилась в расчетливую, амбициозную женщину, которая в первую очередь жаждет денег и по расчету вышла замуж за старого князя.
Винчек возвращается Прагу. Однажды в его фургончике появляется великолепно одетая Нина и начинает жить с ним. Винчек рабски служит ей на посмешище окружающих. Любовь длится недолго, Нина возвращается в свой богатый мир. Винчек же всё продолжает ждать Нину.

## В ролях
- Эмилия Вашариова — Нина
- Ян Тршиска — Винцек
- Йозеф Кронер — старый клоун, отец Винцека
- Мартин Ружек — латыш, отец Нины
- Дана Медржицка — грузинка, мать Нины
- Честмир Ржанда — директор цирка
- Илья Прахарж — Райман, дрессировщик
- Ярмила Смейкалова — жена Раймана
- Славка Будинова — Мари, акробатка
- Йозеф Ветровец — Венцл, акробат
- Иржина Штепничкова — Жанда, акробатка, жена Венцла
- Властимил Бродский — акробат
- Йозеф Глиномаз — борец Леопольд Чонгр
- Вацлав Трегль